# 애콜라이트
《애콜라이트》(영어: The Acolyte)는 디즈니+에서 2024년 6월부터 7월까지 방영된 미국의 공상 과학 드라마로, 《스타워즈》 세계관 작품이다. 시간 배경은 고공화국 말기이다.
한국에서도 배우 이정재가 주연 캐스팅되면서 화제를 모았다.